# تاتنیتسه
تاتنیتسه (به چکی: Tatenice) یک منطقهٔ مسکونی در جمهوری چک است که در ناحیه اوستی ناد اورلیتسی واقع شده‌است. تاتنیتسه ۲۶٫۸۳ کیلومتر مربع مساحت و ۸۴۵ نفر جمعیت دارد و ۳۴۴ متر بالاتر از سطح دریا واقع شده‌است.